# Saint-André (Pirenei Orientali)
Saint-André (catalano: Sant Andreu de Sureda) è un comune francese di 3 035 abitanti situato nel dipartimento dei Pirenei Orientali nella regione dell'Occitania.

## Società

### Evoluzione demografica
Abitanti censiti